# Mekanikens gyllene regel

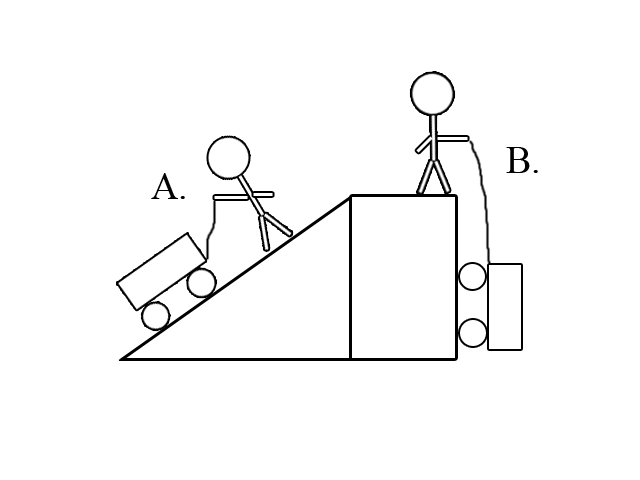
Person A behöver inte använda lika stor kraft som person B för att få upp vagnen på höjden, dock behöver vagnen transporteras en längre sträcka.

Mekanikens gyllene regel är en "lag" inom mekaniken som lyder "Det man vinner i kraft förlorar man i väg (och tvärtom)". Hävstångsprincipen är ett exempel på den gyllene regeln, där till exempel ett långt spett kan utnyttjas för att lyfta en tung sten som annars inte skulle gå att rubba.
"Det man vinner i kraft förlorar man i väg" är ett förenklat uttryck för definitionen av arbete (W) som  integralen över skalärprodukten av kraft (F) och sträcka (s):
{\displaystyle W=\int _{s_{1}}^{s_{2}}{\vec {F}}\cdot d{\vec {s}}}
Vilket för en konstant kraft i förflyttningsriktningen är lika med:
{\displaystyle W=F\cdot s}
För en mindre kraft krävs alltså en längre sträcka för att utföra samma arbete (och vice versa).
Begreppet "Mekanikens gyllene regel" används huvudsakligen på "introduktionsnivå". "Gyllene regeln" går tillbaka på Galileo Galileis princip om bevarandet av mekanisk energi som han formulerade i Le Meccaniche (Delle meccaniche lette in Padova dal Signor Galileo Galilei l’anno 1594) 1594.